# Morangos com Açúcar (2023)
Morangos com Açúcar é uma série de televisão via streaming de origem portuguesa, dos géneros drama adolescente, romance, comédia e mistério criada por Maria João Mira e André Ramalho para a TVI e a plataforma Prime Video, que funciona como uma sequela da novela Morangos com Açúcar (2003-12). A série passa-se no Colégio da Barra, uma escola secundária fictional e centra-se nos seus alunos e nos seus dramas pessoais e familiares, abordando também temas como a homossexualidade, o poliamor, a gordofobia, entre outros.
Com três temporadas de 10 episódios, que consistem no primeiro arco da história, as duas primeiras temporadas são focadas no período escolar e a terceira é focada nas férias escolares, apresentando Beatriz Frazão, Madalena Aragão, Vicente Gil, Margarida Corceiro e Rui Pedro Silva no elenco principal. A primeira temporada foi lançada a 23 de outubro de 2023. A segunda temporada foi lançada a 1 de janeiro de 2024. A terceira temporada foi lançada a 1 de julho de 2024.
Um segundo arco da história foi confirmado a 12 de dezembro de 2023, contando com mais três temporadas com 10 episódios cada e com o mesmo modelo do primeiro arco (duas temporadas do ano letivo escolar + uma de férias escolares). O tema do arco são as artes cénicas (como o canto, dança e dramaturgia). Além de Beatriz Frazão, apresenta Bernardo Cascais, Cecília Borges, Susana Luz e Sebastião Varaine no elenco principal. A quarta temporada foi lançada a 28 de outubro de 2024. A quinta temporada foi lançada a 27 de janeiro de 2025. A 30 de janeiro de 2025, foi revelado que a série seria cancelada devido ao seu fracasso audiométrico, sendo a sexta temporada a sua última temporada. A sexta temporada foi lançada a 30 de junho de 2025. A série terá o seu último episódio emitido na TVI a 1 de setembro de 2025.

## Sinopse

### Primeiro arco (2023-2024)

#### Temporadas 1 e 2
O novo ano letivo no Colégio da Barra começa com dois grandes grupos: os influencers, populares e mainstream, e os alternativos que procuram novos rumos e novas ideias. Olívia cuida dos irmãos com apenas dezessete anos. Já Miguel está em rota de colisão com o pai, que quer ver o filho seguir a tradição familiar. Conhecem-se poucos dias antes do início das aulas, sem saberem que se vão reencontrar na festa de boas-vindas, que é animada pelos D'ZRT. Durante a festa, o grupo acaba por revelar que esta à procura de novos talentos. Este anúncio provoca uma enorme excitação. Durante a festa, começam a circular imagens de uma aluna a despir-se para um desconhecido. Morta de vergonha, foge e desaparece de casa. Este é o primeiro de uma cadeia de misteriosos desaparecimentos, aparentemente relacionados com cyberbullying. Qualquer um pode ser o próximo a desaparecer. Aqueles que têm segredos comprometedores procuram escondê-los. Os desaparecimentos colocam Olívia e Miguel em campos opostos e este será o maior impedimento ao seu romance. A par com os desaparecimentos, os participantes disputam com as armas que têm para ganharem o concurso e serem os novos D'ZRT.

#### Temporada 3
Com a chegada das férias, os alunos do Colégio da Barra não vão querer perder o imperdível verão que os espera, mas será mesmo assim? O ano letivo terminou, mas houve segredos que ficaram por desvendar. Será que a amizade que une o grupo resiste a tudo isto?

### Segundo arco (2024-2025)

#### Temporadas 4 e 5
Na sequência dos acontecimentos do ano anterior, Crómio foi destituído na direcção do colégio por Madalena Soares, uma antiga professora, contratada para trazer uma nova dinâmica ao colégio. Uma das novidades trazidas pela nova Diretora, em conjunto com o professor Zé Milho, é o CARPE – um curso extracurricular de artes performativas com aulas de canto, dança e dramaturgia.
O curso tem a oposição feroz de Jorge Tadeu, o Diretor Administrativo e Financeiro cuja função auto atribuída é pôr ordem na casa. Tadeu tem um poder desproporcionado e faz questão de o exercer, entrando em guerra com Madalena para fazer valer os seus pontos de vista. A diretora da escola tem um prazo para provar que o seu projecto é viável, mas um escândalo de abuso sexual que estala no colégio porá em perigo os seus objectivos. 
Há também novos alunos. Ricardo, talentoso e privilegiado, e o seu principal rival, Leo. Este vem do interior e estuda no Colégio da Barra com uma bolsa. Ambos querem frequentar o curso, para facilitar o acesso ao Conservatório. No meio dos dois está Ema.
O segundo arco focar-se-á nas relações interpessoais e amorosas dos jovens e de temas como a sexualidade, a saúde mental, a diversidade, a competitividade e a superação dos desafios.

### Temporada 6
Os alunos do Colégio da Barra viajam até Albufeira, aproveitando a ocasião de um espetáculo da colega e amiga Mariana, e ficam alojados num turismo rural na região.  
Os jovens estão entusiasmados com o que encontram. Um local deslumbrante perto do mar, que oferece desporto e aventura e não reparam em detalhes, que noutra ocasião os deixaria alerta - os donos do alojamento são aparentemente pessoas calorosas, mas usam a quinta para cultivo ilegal de canábis, devendo uma quantia elevada a pessoas perigosas que levam o dinheiro muito a sério.
Involuntariamente, os jovens veem-se envolvidos numa teia de onde não conseguem sair.  Qual será o desfecho destas férias de verão?

## Elenco

### Introduzidos na 1.ª temporada
- Beatriz Frazão como Frederica «Kika» Amorim (temporadas 1-6), uma rapariga irreverente, curiosa e provocadora. Foi adotada quando era bebé e não conhece a sua família biológica. Cresceu num ambiente estável e caloroso e é emocionalmente bem resolvida. Tem um podcast humorístico onde comenta tudo o que se passa no colégio e conhece muitos segredos, dos alunos e dos professores. Namora com Harry, mas só às vezes, pois acredita no poliamor. É filha adotiva de Rui Amorim que, anteriormente, tivera uma relação breve com uma rapariga do Porto. Dessa relação, nasceu Ema. As duas irmãs nunca mantiveram contacto, até recentemente, quando Ema se mudou com a sua mãe para Lisboa, para ingressar no Colégio da Barra. A chegada da irmã traz novos desafios à vida de Kika. As duas têm uma relação complexa, pois Ema acusa Kika de usurpar o lugar que lhe pertence. Kika tenta constantemente a aproximação à irmã, mas as duas disputam o mesmo rapaz (Leo). No último ano, Kika foi sequestrada, reprovou e sofreu duas desilusões amorosas. Quase todos os seus amigos seguiram em frente e ela sente-se frustrada e insegura. Ela terá de voltar a confiar em si mesma e nas relações amorosas, mas a sua irmã adotiva e rival vai tornar tudo isso muito difícil.
- Madalena Aragão como Olívia Campelo (temporadas 1-3), uma jovem que veio de uma família disfuncional. Tem quatro irmãos, órfãos como ela e entregues a uma tia com problemas de drogas e alcoolismo. Os pais morreram há três anos num acidente. O único rendimento da família provém da loja de conveniência da tia e das pensões de sobrevivência dos cinco irmãos, administradas pela tia. Olívia cuida dos irmãos e ainda estuda, por isso as aulas não lhe correm muito bem. Ela é o “bombeiro” da família, constantemente chamada para salvar as situações.
- Margarida Corceiro como Gabriela «Gabi» Caiado (temporadas 1-3), a rapariga mais gira do colégio. Influencer digital cobiçada por muitas marcas, muito popular, fútil e vítima da moda. Parece estar sempre por cima. Na verdade, a aparente autoconfiança esconde um trauma familiar. Ela perdeu a mãe muito cedo e o seu pai, um empresário em crise de meia-idade, vai casar com uma rapariga pouco mais velha do que ela que, para cúmulo, é professora de Educação Física no colégio. Gabi gosta de Miguel com quem namorou no último ano letivo. Durante as férias fizeram uma pausa. Ao ver Miguel interessado em Olívia, ela faz um pacto com Santiago para separar os dois.
- Vicente Gil como Miguel Rochinha Navarro (temporadas 1-3), o filho de Simão e Ana Luísa. Simão é médico e diretor das Clínicas Navarro. Ana Luísa morreu e Simão casou depois com Kelly que é como uma mãe para Miguel e Duarte, o seu irmão. Miguel cresceu entre dois mundos: a família do pai, conservadora e rígida e o espírito livre da madrasta. Escolheu o segundo para desespero do pai que quer que os filhos sigam medicina para continuarem a tradição familiar. Miguel é surfista e sonha fazer carreira nos circuitos de surf. Reprovou um ano, uma grave falha que Simão atribui ao surf.
- Rui Pedro Silva como Santiago «Santi» Matoso (temporadas 1-3), o filho de Matoso, o diretor do Colégio. Tem sempre mais do que os outros. Mais dinheiro, mais raparigas apaixonadas por ele, mais amigos. É egocêntrico e por vezes cruel, mas também encantador e envolvente. Os pais separaram-se e a mãe foi viver para o estrangeiro. Ele vive sozinho com o pai que sempre o mimou demais. É emocionalmente descompensado, mas tenta esconder isso a qualquer custo. É o líder do popular grupo de Influencers e irá disputar Olívia com Miguel, um jogo que muito lhe agrada. Tal como Miguel, ele pratica surf e a rivalidade entre os dois vem de longe.
- Mafalda Peres como Filipa «Pipa» Rochinha Gomes (temporadas 1-3), a “primeira escrava” de Gabi. Pouco esperta, trapalhona e insegura, colou-se à amiga e imita-a em tudo: nos looks, nos maneirismos, nos sonhos. É a única filha de Soraia que quer que a filha tenha sucesso onde ela falhou. Policia-lhe a dieta, as toilettes e as redes e empurra-a para Zé Maria, sem suspeitar que ele é gay e que a sua família está falida. Pipa não tem coragem de dizer à mãe que se sente mais atraída por raparigas e vai entrando no jogo dela, originando situações que geralmente correm mal.
- Simão Fumega como Duarte Rochinha Navarro (temporadas 1-3), o irmão de Miguel. Ao contrário do irmão mais velho, mata-se a estudar para não desiludir o pai e entrar em Medicina. Os colegas mantêm-no por perto porque ele lhes faz os trabalhos e deixa-os copiar nos testes. Está apaixonado por Gabi, mas não tem coragem para se revelar e reprova o comportamento do irmão que não a valoriza.
- Tomás Taborda como Pedro «Harry» França (temporadas 1-6), o melhor amigo de Miguel. Autodenominado a partir do artista Harry Styles, o seu ídolo, cresceu numa família arco-íris rodeado de afetos e tem uma autoestima à prova de bala. Uma das suas mães é estilista e ele quer fazer carreira em moda não-binária. É otimista, bem-humorado e solidário, mas tem pouca paciência para preconceitos. Namorou com Kika no ano passado. Mantém-se como melhor amigo e confidente de Kika. Continua no Colégio da Barra para fazer melhoria de nota ao frequentar o CARPE. No plano pessoal, depois dos acontecimentos das férias, a relação com Zé Maria fortaleceu-se até mais do que Harry desejaria pois, o namorado procura compromissos que ele ainda não está preparado para assumir. Harry terá de decidir se a opção que tomou se enquadra nos seus objetivos e se consegue ultrapassar os obstáculos que ainda o separam de Zé Maria.
- Victoria Oliver como Purificación «Puri» Moreno (temporadas 1-3), a irmã gémea de Sancho. É espanhola, filha de uma cantora famosa. O seu pai é português e ela está a passar o ano em Portugal, com o irmão gémeo. É simpática e popular. Muito competitiva, ela é jogadora de Padel e quer fazer carreira no desporto, contrariando a mãe que quer fundar uma dinastia de estrelas musicais.
- Catarina de Carvalho como Cris Cavalcante (temporadas 1-3), uma aluna brasileira, cujo pai é promotor de diversão noturna. Ele é divorciado e a relação entre os dois é muito próxima. Bem resolvida do ponto de vista familiar, Cris tem um problema de excesso de peso, mas parece conviver bem com ele, até sofrer bullying na escola. É expansiva e simpática. Canta muito bem. Está apaixonada por Santiago e sofre porque ele não lhe liga nenhuma, mas nunca desiste.
- Ana Andrade como Carolina «Carol» Hipólito Esteves (temporadas 1-2, participação na temporada 3), uma estudante no Colégio da Barra. É uma rapariga carente e insegura que luta com problemas de aceitação e autoestima. Ela desvaloriza tudo o que tem de positivo e foca-se nos pontos fracos. Procura desesperadamente a aprovação dos outros, na maneira como se veste e como tenta chamar a atenção e agradar a todos.
- Cláudio de Castro como Frederico «Fred» Romão (temporadas 1-2, participação na temporada 3), um estudante no Colégio da Barra. Filho tardio de um português e de uma angolana, é pouco amigo dos livros e um eterno repetente. Foi iludindo os pais, mas estes agora fazem-lhe um ultimato: ou termina o secundário, ou vai trabalhar para a oficina de bate-chapa com o pai. O maior talento de Fred é fazer vídeos que, quanto menos nexo têm, mais likes têm. Ele acredita que os vídeos o vão tornar famoso, dispensando um trabalhoso curso superior. É amigo de Miguel, mas balança entre as tribos, para recolher ideias com potencial.
- Rita Guerner como Emilia Coelho (temporadas 1-3), a “segunda escrava” de Gabi. Tal como Pipa, imita a estrela do colégio e faz tudo para lhe agradar, na esperança de se banhar na sua popularidade. Tenta ser mais Gabi do que a própria. Os pais têm uma banca de frutas no mercado local que ela diz ser uma loja gourmet. Ela tenta a todo o custo esconder as suas origens mais modestas e estar à altura das amigas, tornando-se por isso mais vulnerável à manipulação. Está apaixonada por Duarte, que não lhe dá atenção.
- Cíntia Semedo como Luana Chissola (temporadas 1-3), uma estudante do Colégio da Barra. O seu pai é um rico empresário cabo-verdiano e ela vive longe da família, numa residência de estudantes. Socialmente consciente e militante da cultura woke, ela esconde um crush por Pipa, que representa tudo o que ela detesta.
- António Van Zeller como José «Zé» Maria Teles da Gama (temporadas 1-6), é o melhor amigo de Santiago. Um “agrobeto” de família disfarçadamente falida, que se pendura no dinheiro e popularidade do amigo para estar sempre nas melhores guest lists. É bully e homofóbico para esconder que é gay. Faltava-lhe a coragem de contrariar os pais que já escolheram o seu futuro, mas lutou muito contra a vontade da família e orgulha-se da sua conquista. Leva a relação com Harry muito a sério. Terminado o 12º ano no colégio, ele entrou no Técnico e trabalha como estafeta para garantir a sua independência. A conciliação de trabalho e estudo é muito exigente e ele está à beira de um burnout. Zé Maria e Harry são desafiados a repensar as suas escolhas e a avaliar se aquilo que sentem um pelo outro é mais forte do que as suas diferentes convicções e projetos de vida.
- Oskar de la Fuente como Sancho Moreno (temporadas 1-6), irmão gémeo de Puri. É filho de uma famosa cantora espanhola. Mais reservado do que a irmã, geralmente é arrastado por ela. Como Puri, ele joga Padel, mas não tem grandes ambições. É o fator de equilíbrio na difícil relação de Puri com a mãe. Decidiu libertar-se da influência materna. A irmã voltou para Espanha, mas ele quer continuar em Portugal e está a fazer melhoria de nota no Colégio da Barra. Vai participar nas aulas do CARPE. As experiências amorosas mais recentes não fizeram maravilhas pela sua autoestima. Sancho precisa de alguém que o faça sentir-se valorizado. Tem tudo para conseguir isso, mas falta-lhe o impulso inicial. Online é mais fácil. Através das redes sociais, Sancho conhece a rapariga ideal.
- Gonçalo Braga como Bruno Campelo (temporadas 1-3), o irmão de Olívia. Como ela, foi admitido no Colégio da Barra com uma bolsa. Está envolvido com um gang de jovens delinquentes de bairro. Autocentrado e revoltado, é uma dor de cabeça permanente para a irmã.

### Introduzidos na 2.ª temporada
- Rita Sanchez como Marina (temporada 2), uma aluna do Colégio. É inteligente, determinada e ambiciosa. Uma estudante brilhante e com experiência em informática, onde tira sempre as melhores notas nas aulas. É uma solitária e não confia nas pessoas. Enfrentou anos de bullying no colégio devido ao seu excesso de peso.

### Introduzidos na 3.ª temporada
- Rodrigo Tomás como Samuel Cruz (temporada 3), o nadador-salvador de Vila Nova de Mil Fontes. É filho de um pescador e quando o pai morreu no mar, ficou responsável pela família o que o obrigou a crescer desde cedo. Fez o curso de nadador-salvador, no qual hoje é monitor. Muitos dizem que ele é mal disposto, irascível e que leva tudo demasiado a sério. Na verdade, carrega um fardo pesado demais. Quando conhece Gabi, que é rica, fútil e representa tudo o que ele odeia, apaixona-se por ela. Tentando resistir à paixão torna-se ainda mais inacessível, é uma defesa que acaba por cair e os dois vivem um romance até que as circunstâncias os obrigam a separar-se.
- Rui Gonçalves como Lucas Cruz (temporada 3), o irmão mais novo de Samuel. Cresceu com o irmão depois da morte dos pais. É nadador-salvador e trabalha no resort onde Olívia e o grupo do Colégio da Barra vão passar férias. Na praia e no resort, toda a gente gosta do rapaz que é sempre bem-disposto e conciliador. Ele já conhece Olívia, porque ela já costumava passar as férias em Vila Nova de Milfontes e, quando se reencontram, retomam uma velha amizade.
- Guilherme Amaro como Júlio (temporada 3), nadador-salvador em Vila Nova de Mil Fontes e o grande companheiro de Lucas. Pouco esperto e alarve, alinha sempre com o amigo, sobretudo quando se trata de arranjar confusão com o grupo do Colégio da Barra.
- Nuno Represas como Gil Esteves (temporada 3), filho de Alice. É o novo namorado de Kika, uma relação de que ela usa para esquecer a desilusão com Harry. É um bebé grande, imaturo e gabarolas. Não gosta de ser contrariado e morre de ciúmes da Kika e dos seus amigos do colégio. Através da manipulação, tenta minar a relação dela com os amigos.
- Mariana Cardoso como Joana (temporada 3), natural de Vila Nova de Milfontes e faz parte do grupo de Lucas. Está a fazer o curso de nadador-salvador. É uma rapariga de causas que as leva sempre muito a sério. Determinada e opinativa, às vezes torna-se uma chata. Vai envolver-se com o Sancho.
- Ricardo Viegas como Celso (temporada 3), habitante de Vila Nova de Milfontes e faz parte do grupo de Lucas. Viveu sempre ali e não vê com bons olhos a invasão da vila pelos turistas durante o Verão, sobretudo quando, como ele diz, são “betos privilegiados”. Ruidoso e brigão, está sempre pronto a causar confusões.

### Introduzidos na 4ª temporada
- Bernardo Cascais como Leonardo «Leo» Simões (temporada 4-6), cresceu numa cidade do interior, num meio desfavorecido, onde as oportunidades eram escassas e os desafios constantes. Criado por uma avó na ausência dos pais emigrados, ele encontrou na dança uma tábua de salvação, a sua fuga à delinquência que cercava a vizinhança. Leo mudou-se para a capital, para estudar no Colégio da Barra e frequentar o CARPE. Deveria ficar em casa do irmão Tozé, mas este perde o apartamento para o Banco e os dois são obrigados viver em tendas, sem condições de habitabilidade. A dança é o único terreno onde Leo se sente verdadeiramente à vontade. Ele tem fracas competências sociais. Fora do mundo artístico, atrapalha-se muito. Geralmente é discreto e as suas tentativas para mostrar um pouco mais de si descambam em situações desastrosas. Leo é constantemente desafiado pelas condições de vida que o colocam numa posição de desvantagem. Ele está atraído por uma colega (Ema) mas um caso de assédio em que esta se vê envolvida irá colocar desafios complexos ao relacionamento.
- Cecília Borges como Ema Pinto (temporada 4-6), nasceu e cresceu no Porto, numa família monoparental. A sua mãe, Vanessa, tinha aspirações artísticas, mas desistiu da carreira quando engravidou e foi obrigada a criar a filha sozinha. Vanessa não confia nos homens e projecta em Ema esse sentimento e as ambições frustradas. Quer a todo o custo que ela seja uma estrela. Policia-a desde pequena, os horários, a dieta, as amizades. Não pode haver um minuto de descanso. Há que melhorar continuamente para chegar ao pico. Recentemente, mãe e filha mudaram-se para Lisboa, para que Ema entrasse no Colégio da Barra e pudesse frequentar o curso de artes performativas. Ema é linda, inteligente e talentosa, mas a pressão da mãe é demasiada. Em resultado, ela desenvolveu baixa autoestima e distúrbios alimentares que esconde. No colégio, Ema conhece Leo que, como ela, está a tentar enquadrar-se num ambiente estranho. Os dois têm afinidades e sentem-se atraídos. No entanto, Ema vê-se envolvida num caso de assédio sexual que põe em risco a realização dos seus sonhos e o seu relacionamento com Leo.
- Sebastião Varaine como Ricardo Soeiro (temporada 4-6), é o principal rival de Leo. Ao contrário deste, teve sempre tudo o que precisava para alcançar o sucesso. Já entrou em talent-shows onde ficou muito bem classificado. Filho único, foi muito mimado pela família que o tratou como uma criança-prodígio. É atraente, talentoso e autoconfiante. Apesar de ser inteligente, nunca foi um aluno brilhante porque não precisou disso. Concentra-se onde importa. Dá as melhores festas do colégio e tem todas as portas abertas. Só lhe falta empatia. Inebriado consigo mesmo, tornou-se num autêntico parvalhão, convencido de que pode ter tudo o que quer. Uma acusação de abuso sexual vai operar uma reviravolta na sua vida. Num ápice, Ricardo passa do rapaz mais popular e invejado do colégio a proscrito. Ele terá de superar a crise e retirar as lições dos seus erros. Se for capaz.
- Susana Luz como Mónica Estevão (temporada 4-6), estuda no Colégio da Barra e é do grupo de booktokers de Daniela. Cresceu numa família numerosa e foi muitas vezes negligenciada pelos pais demasiado ocupados. Desenvolveu uma habilidade notável para encontrar maneiras de levar a sua avante. Gosta de criar o caos e manipula por diversão. Vai frequentar o CARPE. O clube de leitura no TikTok serve de veículo para Mónica ganhar visibilidade e, consequentemente, poder. Ela utiliza a sua popularidade online e a amizade com Daniela como uma ferramenta para conseguir o que quer, mesmo que isso deixe vítimas pelo caminho. A inveja de Mónica em relação a Daniela é alimentada pelo desejo de ser notada e admirada da mesma forma. Disfarçando a malícia sob uma fachada de amizade, ela manipula discretamente as circunstâncias para minar a popularidade de Daniela e roubar-lhe a atenção de Guga.
- Kim Ostrwoskij como Daniela Rizotti (temporadas 4-6), é filha de um casal de brasileiros estabelecido em Portugal há muitos anos. Ela nasceu em Portugal e absorveu a cultura do país, mas para muitos ainda é vista como brasileira. Geralmente, ela encara a circunstância com bom humor, mas quando é demais reage mal. A sua mãe é Camila, a psicóloga do colégio. Daniela é muito inteligente, disciplinada e focada, mas leva-se demasiado a sério. É uma das melhores alunas do colégio. Lê muito e tem presença ativa nas redes sociais. Criou um clube de leitura no TikTok, que a popularizou. Tem um relacionamento de gato e rato com Guga, um rapaz pouco orientado para as atividades intelectuais. Daniela perde a paciência com Guga que, apesar de ser engraçado e popular, não preenche, segundo ela, os requisitos mínimos. No fundo, Daniela sente-se atraída por Guga. Ela terá de ultrapassar o preconceito e aprender a valorizar aspetos de personalidade que até aí ignorara, como a empatia e o bom humor.
- Diogo Nobre como Nicolau «Nico» Gomes (temporadas 4-6), cresceu numa zona menos luminosa da Linha do Estoril, num ambiente desafiador. O seu pai Amílcar envolve-se frequentemente em pequenos delitos e a sua mãe Marlene luta para proporcionar ao filho um futuro melhor. Por isso, ela inscreveu Nico no Colégio da Barra. Nico planeia entrar num curso de ciências para não desiludir a mãe, mas a música sempre foi a sua grande paixão. Ele canta, compõe e toca as suas próprias composições. Sonha secretamente tornar-se num músico famoso e tem talento para isso, mas as circunstâncias da vida continuam a puxá-lo noutras direções. Para ajudar nas despesas, Nico trabalha depois das aulas num bar onde os alunos do colégio costumam encontrar-se. Madalena, a diretora do colégio, ouve Nico a cantar e incentiva-o a perseguir os seus sonhos. O apoio desinteressado de Madalena é percecionado por Nico como algo mais. Ele convence-se de que a diretora tem um interesse romântico. Está fascinado por ela, um sentimento que vai escalando até atingir proporções impossíveis de esconder.
- Mariana Venâncio como Mariana Bacelar (temporadas 4-6), cresceu num ambiente em que a educação e a cultura desempenham papéis fundamentais. O seu pai é maestro numa orquestra sinfónica e ela teve uma educação musical formal e cuidada. Canta muito bem e a música é o seu hobby. Vai entrar no curso de artes performativas. À imagem do pai, Mariana aprecia a sofisticação da música clássica e tem alguns preconceitos em relação a géneros musicais que considera menos sofisticados. Mariana namora com Nico e está apaixonada por ele. Porém, uma deceção amorosa leva-a a repensar a sua atitude e a empreender uma jornada de afirmação pessoal, enquanto segue as suas aspirações artísticas.
- Afonso Laginha como Diogo Varela (temporadas 4-6), é um bom aluno e planeia entrar numa universidade de prestígio. É filho de um casal divorciado e cresceu num meio privilegiado com abundância de meios e falta de afectos. Sempre foi muito ligado ao pai, um corretor financeiro que é o seu ídolo. A personalidade machista e misógina do pai formatou a sua visão sobre relacionamentos amorosos. Diogo namora com Inês e os dois fazem o casal perfeito do colégio. Todos querem ser como eles que têm a aparência certa e uma vida invejável. Contudo, há uma dinâmica tóxica na relação que eles escondem. Diogo usa a sua influência para controlar e diminuir a namorada. Inês vai-se submetendo, até que a situação se torna cada vez mais desconfortável e ela tenta libertar-se, virando-se para Alex, o melhor amigo de Diogo. Este será confrontado, não apenas com as consequências da sua conduta, mas também com a necessidade de reavaliar a sua relação com o pai e a influência que este tem na sua vida.
- Maria Arrais como Luciana «Lucy» Felizardo (temporadas 4-6), aprendeu, desde criança, que a trambiquice pode ser uma forma de vida. Os seus pais foram apanhados num esquema de corrupção e atualmente cumprem pena de prisão. Lucy mora com uma tia sovina e com rígidos códigos morais, que reprova as escolhas da família. Lucy não faz juízos de valor. É desenrascada, vivaça, cheia de recursos. Dona de uma imaginação inesgotável, ela safa-se sempre, mesmo das situações mais complicadas. É uma aluna medíocre, mas faz batota nos estudos. Não tem grande talento artístico, mas consegue entrar no CARPE. É tão destituída de filtros que se torna divertida e os colegas geralmente desculpam-na, mas só até certo ponto. Lucy tem jeito para usar as vulnerabilidades dos outros em proveito próprio. Ela cria um perfil falso online e constrói uma vida pessoal a partir de vídeos que apanha nas redes. Sem revelar a sua identidade, ela enceta amizade com Sancho e conta-lhe que está numa situação financeira desesperada. A ideia é extorquir dinheiro, mas Lucy cai na sua própria armadilha e apaixona-se por Sancho. Ela terá de lidar com as suas contradições internas e reavaliar as suas escolhas.
- Ricardo Reis como Alexandre «Alex» Carrelo (temporadas 4-6), vem de uma família funcional, da zona da Linha. Frequenta o Colégio da Barra e as aulas do CARPE. É um aluno esforçado, inteligente e com sentido de humor. E carrega um segredo embaraçoso: Ele é o único, no seu popular grupo de amigos, que ainda é virgem. Alex tenta desesperadamente esconder a situação dos amigos, que respiram confiança e desenvoltura nas questões sexuais. A pressão de não ficar para trás leva-o a criar planos para resolver o seu problema. Planos esses que, geralmente, correm mal. Uma tentativa com uma colega do colégio acaba por expor a sua maior fragilidade. Para agravar a situação, Alex está apaixonado por Inês. Esta é namorada de um dos melhores amigos de Alex e vê nele apenas um ombro amigo a quem confidencia problemas íntimos. Tudo aquilo é uma verdadeira tortura, mas Alex não encontra uma forma de fugir dela. A tortura aumenta quando Inês e o namorado Diogo se zangam. O dilema cresce, à medida que Alex tem de escolher entre a lealdade e os sentimentos reprimidos.
- Francisca Frazão como Maria Inês Tavares (temporadas 4-6), tem o seu caminho de vida traçado desde que era criança. Cresceu num meio muito conservador e habituou-se a não questionar as opções que a família tem para si. Uma delas é o casamento e a família, acima da carreira. Os seus pais são amigos dos pais de Diogo e eles conhecem-se desde pequenos. Namoram há dois anos e têm uma relação estável. Inês planeia casar com Diogo, quando os dois acabarem a Faculdade e ter uma vida à imagem da dos seus pais. O namoro, por baixo da aparência de uma relação sólida, tornou-se tóxico devido à visão distorcida de Diogo sobre relacionamentos amorosos. Ele usa táticas cada vez menos subtis para a manipular e criar dependência emocional. Inês procura sempre aprovação e validação. Ela não gosta de conflitos nem de desiludir os outros. Tem uma imagem idealizada e um pouco anacrónica da vida e por isso vai disfarçando o desconforto,até que a deceção se sobrepõe e ela procura apoio em Alex, o melhor amigo de Diogo. Com o passar do tempo, ela percebe que está apaixonada por Alex, mas nenhum deles quer trair Diogo. Os dois vão ter de fazer uma escolha difícil.
- Alberto Baptista como Gustavo «Guga» Castro (temporadas 4-6), é um rapaz descontraído e descomplicado. Nunca se distinguiu nos estudos, mas é um ás do skate. Conhecido pelo seu desprendimento e pouco preocupado com o sucesso académico, ele encara a vida como uma grande festa, focando-se no lado divertido das coisas. Nada parece ser demasiado sério ou importante para Guga e as raparigas, em geral, acham-no muito divertido e procuram a sua companhia. As raparigas, menos Daniela. Guga tem um crush por ela, mas até agora só conseguiu atrair as suas atenções pelas razões erradas e as suas tentativas de aproximação acabam sempre em desastre. Apesar disso, Guga não desistirá até que Daniela veja nele algo mais do que um rapaz infantil e inconsequente.

### Introduzidos na 6ª temporada
- Inês Nabais como Vitória «Vicky» Nunes[19] (temporada 6)
- Filipa Lopes Correia como Beatriz «Bé» Sampaio[19] (temporada 6)
- Marta Lopes Correia como Bárbara «Bá» Sampaio[19] (temporada 6)

## Produção

### Desenvolvimento
A 6 de fevereiro de 2023, foi revelado pela TVI que estava em desenvolvimento uma sequela da série de sucesso Morangos com Açúcar, em parceria com a Prime Video e produzida pela See My Dreams Productions, com a direção de Francisco Antunez. Criada por Maria João Mira e André Ramalho, teve as três primeiras temporadas focadas nos desportos surf e padel. O génerico ficou a cargo da banda D'ZRT da série original, com uma música nova. Um segundo arco foi encomendado pela TVI em dezembro de 2023, voltando a ter a parceria com a Prime Video e tendo os apoios do Wonderland Lisboa e o McDonald's, tendo foco nas artes performativas, como canto e dança.
Os trabalhos do primeiro arco correspondente às temporadas 1 e 2, começaram a 17 de abril de 2023 e terminaram ainda no mesmo ano, a 15 de agosto, contando com gravações em Cascais e nos arredores de Oeiras, na Escola Secundária Sebastião e Silva, que serve para dar vida ao colégio ficcional "Colégio da Barra". Os trabalhos da temporada 3 começaram a 12 de setembro e terminaram a 9 de novembro de 2023, contando com gravações em Vila Nova de Milfontes, no concelho de Odemira.
Os trabalhos do segundo arco correspondente às temporadas 4 e 5, começaram a 16 de abril e terminaram a 20 de agosto de 2024, contando com gravações nos arredores de Oeiras, na Escola Secundária Sebastião e Silva, que serve para dar vida ao colégio ficcional "Colégio da Barra". Os trabalhos da temporada 6 começam a 23 de setembro e terminam a 27 de novembro de 2024, com gravações em Albufeira.

### Escolha do elenco
Para compor o elenco do primeiro arco da trama, foram escolhidos alguns membros da história original, dos quais são Rita Pereira, Tiago Castro, Pedro Teixeira, Sara Barradas e Vítor Fonseca como Soraia, Crómio, Simão, Diana e Zé Milho, respetivamente. Também foram escolhidos novos talentos, selecionados através de um casting aberto ao público e outro privado e direcionado a atores agenciados, ambos realizados em fevereiro de 2023. Do casting aberto ao público surgiram os novos talentos Ana Andrade, Cíntia Semedo, Mafalda Peres, Rita Guerner e Rita Sanchez, enquanto que, do casting privado foram selecionados os atores Beatriz Frazão, Tomás Taborda, Cláudio de Castro, Rui Pedro Silva, António Van Zeller, Catarina de Carvalho, Oskar de la Fuente, Victoria Oliver, Simão Fumega, Duarte Santos, Gonçalo Braga, Ricardo Lagartinho Lopes e Beatriz Godinho, para além de Madalena Aragão, Vicente Gil e Margarida Corceiro, que foram escolhidos para protagonizar a história. Sérgio Praia, Fernanda Serrano, Graciano Dias, Carla Maciel, Marcello Antony, Sofia Aparício, Susana Blazer, Erica Rodrigues, Maria João Vaz e Guilherme Rocha também foram confirmados no elenco. Para reforçar a temporada de verão, foi escolhido outro membro da história original, Inês Castel-Branco, no papel de Alice. António Simão, Alfredo Brito, Guilherme Amaro, Ivo Romeu Bastos, João Craveiro, Maria Gomes Andrade, Mariana Cardoso, Nuno Represas, Rafael Paes, Ricardo Viegas, Rodrigo Tomás e Rui Gonçalves também foram escolhidos para reforçar o elenco.
Para compor o elenco do segundo arco da trama, foram feitos dois castings abertos ao público, dos quais o primeiro foi realizado em dezembro de 2023 e sucedeu no Wonderland Lisboa enquanto que o segundo foi realizado em fevereiro de 2024, no mesmo local onde decorreu o casting aberto do primeiro arco. Francisca Frazão, Susana Luz e Alberto Batista foram os novos talentos selecionados nos dois castings públicos, incluindo Sebastião Varaine, que foi escolhido para interpretar o protagonista Ricardo. Bernardo Cascais e Cecília Borges foram selecionados num casting privado para dar vida aos protagonistas Ricardo e Ema, respetivamente. Kim Ostrwoskij, Diogo Nobre, Mariana Venâncio, Afonso Laginha, Maria Arrais e Ricardo Reis foram selecionados a partir de castings privados. Também voltaram a ser escolhidas personagem da história original, das quais Dalila Carmo como Madalena, assim como Tiago Castro e Vítor Fonseca transitam do primeiro arco com as suas personagens Crómio e Zé Milho, respetivamente. Vindos do arco anterior, Beatriz Frazão, Tomás Taborda, António Van Zeller e Oskar de la Fuente também foram escolhidos para dar continuidade à história, formando o restante elenco principal do segundo arco. Frederico Barata, Maya Booth e Miriam Freeland também foram confirmados no elenco.

## Episódios
| Temporada | Temporada | Arco   | Episódios | Episódios | Originalmente exibido | Originalmente exibido   | Transmissão lusófona na Prime Video |
| Temporada | Temporada | Arco   | Episódios | Episódios | Estreia da temporada  | Final da temporada      | Transmissão lusófona na Prime Video |
| --------- | --------- | ------ | --------- | --------- | --------------------- | ----------------------- | ----------------------------------- |
|           | 1         | Arco 1 | 10        | 10        | 23 de outubro de 2023 | 24 de dezembro de 2023  | 23 de outubro de 2023               |
|           | 2         | Arco 1 | 10        | 10        | 1 de janeiro de 2024  | 26 de fevereiro de 2024 | 1 de janeiro de 2024                |
|           | 3         | Arco 1 | 10        | 10        | 1 de julho de 2024    | 2 de setembro de 2024   | 1 de julho de 2024                  |
|           | 4         | Arco 2 | 10        | 10        | 28 de outubro de 2024 | 30 de dezembro de 2024  | 28 de outubro de 2024               |
|           | 5         | Arco 2 | 10        | 10        | 27 de janeiro de 2025 | 31 de março de 2025     | 27 de janeiro de 2025               |
|           | 6         | Arco 2 | 10        | 10        | 30 de junho de 2025   | 1 de setembro de 2025   | 30 de junho de 2025                 |

## Críticas
A 3 de setembro de 2023, foi realizada a gala “Palácio das Estrelas”, no Palácio Nacional de Queluz, onde a TVI revelou alguns novidades para os próximos meses, entre os quais os trailers do reboot de Morangos com Açúcar. Os fãs demonstraram estar descontentes com o formato que a série adota, sendo mesmo comparada com a série espanhola da Netflix, Élite. «Fugiu muito ao conceito (...) que mostrava o dia a dia dos adolescentes. Isto parece mais uma série de mistério/crime/investigação. (...) Se queriam uma série dessas faziam, mas não utilizem o nome de um projeto que marcou uma geração», alegou um dos fãs.